# Hun Hunahpu
Potrivit Popol Vuh, Hun-Hunahpu (Unu-Hunahpu, nume calendaristic) este tatăl celor doi eroi gemeni mayași, Hun-Ahpu și Xbalanque și fiul lui Xmucane și Xpiacoc. El este patronul meșteșugarilor și al scriitorilor. Hun-Hunahpu (Primul-Hunahpu) este asociat cu fratele său, Vucub-Hunahpu (Șapte-Hunahpu). Frații au fost ademeniți în Casa Neagră (Metnal) de către zeul morții Hun Came) și sacrificați. Capul lui Hun Hunahpu a fost suspendat într-un copac ca un trofeu. Scuipatul lui Hun Hunahpu a lăsat-o însărcinată pe Xquic, o fiică a zeului morții din Xibalba. Această fiică a fugit și a născut pe Eroii Gemeni. După înfrângerea zeului morții, gemenii au recuperat capetele tatălui lor și al unchiului, dar nu au putut să-i reînvie. 